# Eo biển Alor
Eo biển Alor (còn gọi là Alloo ), là một eo biển chia tách quần đảo Solor ra khỏi quần đảo Alor trong nhóm các đảo thuộc Quần đảo Nusa Tenggara (quần đảo Sunda Nhỏ) của Indonesia. Eo biển nằm giữa hai đảo lớn hơn cả trong hai nhóm quần đảo này là Pantar và Lembata.
Eo biển này nối phần phía tây của biển Banda ở phía bắc vào biển Savu ở phía nam.